# 池田啓
池田 啓（いけだ ひろし、1950年 - 2010年4月13日）は、日本の動物学者。日本のコウノトリの野生復帰事業を推進した。

## 人物
山口県下関市出身。1968年山口県立豊浦高等学校卒業、1973年九州大学理学部生物学科卒業、1979年九州大学大学院理学研究科博士課程修了。理学博士。文化庁文化財調査官（天然記念物担当）を経て、1999年兵庫県立大学教授、兵庫県立コウノトリの郷公園研究部長を務める。
ホンドダヌキの社会性の研究で学位を取得。その後、文化財調査官としてコウノトリの研究を始め、兵庫県立コウノトリの郷公園の責任者として2005年に始まった試験放鳥を軌道に乗せるなど、コウノトリの野生復帰事業を推進した。2010年、胃癌のため60歳で死去。

## 年譜
- 1950年（昭和25年） - 山口県に生まれる
- 1968年（昭和43年） - 山口県立豊浦高等学校卒業
- 1973年（昭和48年） - 九州大学理学部生物学科卒業
- 1979年（昭和54年） - 九州大学大学院理学研究科博士課程修了
- 1982年（昭和57年）7月 - 九州大学 理学博士 「Socio-ecological study on the raccoon dog, Nyctereutes procyonoides viverrinus, with reference to the habitat utilization pattern(生息地利用からみたホンドタヌキの社会生態学的研究)」 [2]
文化庁文化財調査官（天然記念物担当）
- 1999年（平成11年） - 兵庫県立大学教授
兵庫県立コウノトリの郷公園研究部長
- 2010年（平成22年）4月13日 - 胃ガンのため逝去、60歳

## 著書
- 池田啓 作 ; 福田岩緒 絵 『子ダヌキのいたずら日記』 ポプラ社、1988.5
- 池田啓『タヌキはぼくのたからもの : タヌキ博士ばかしあいの20年』ポプラ社、1994年8月。
- 池田啓文 ; 柳生弦一郎絵 ; 久保敬新ほか写真 『ひと・どうぶつ行動観察じてん』 福音館書店、1995.3
- 土肥昭夫、三浦慎悟、岩本俊孝、池田啓『哺乳類の生態学』東京大学出版会、1997年1月。ISBN 4-13-060167-9。
- 池田啓 文 ; 柳生弦一郎 え ; 久保敬新 ほか写真 『ひと・どうぶつ行動観察じてん』 福音館書店、1998.2
- 菊地直樹, 池田啓 著 『但馬のこうのとり』 但馬文化協会、2006.3
- 大田黒摩利 絵 ; かわべひな 文 ; 池田啓 監修 『こうのとりのカータ』 コウノトリブック倶楽部、どうぶつ社、2006.12
- 池田啓 著 『コウノトリがおしえてくれた』 フレーベル館、2007.11
- 『みえとコウノトリ』 フレーベル館

## 論文
- 国立情報学研究所収録論文 国立情報学研究所
- 池田啓 (1982). Population changes and ranging behaviour of wild japanese monkeys at mt. kawaradake in kyushu, japan. Primates, 23(3), 338-347.
- Ikeda, Hiroshi (1983), “Development of Young and Parental Care of the Raccoon Dog Nyctereutes procyonoides viverrinus TEMMICK, in Captivity”, The Journal of the Mammalogical Society of Japan 9 (5):  pp. 229-236, doi:10.11238/jmammsocjapan1952.9.229.
- 池田啓 (1984). Raccoon dog scent marking by scats and its significance in social behaviour. Journal of Ethology, 2(2), 77-84.
- 池田啓, 伊澤雅子, Baba, M., Takeishi, M., 土肥昭夫 小野勇一 (1983). Range size and activity pattern of three nocturnal carnivores in ethiopia by radio-telemetry. Journal of Ethology, 1(1-2), 109-111.